# Potentilla tianschanica
Potentilla tianschanica es una especie de planta del género Potentilla, perteneciente a la familia Rosaceae.

## Taxonomía
Potentilla tianschanica fue descrita por Franz Theodor Wolf en 1908.

## Distribución
Se encuentra en el territorio de Asia central.